# Calceolaria rosmarinifolia
Calceolaria rosmarinifolia är en toffelblomsväxtart som beskrevs av Jean-Baptiste de Lamarck. Calceolaria rosmarinifolia ingår i släktet toffelblommor, och familjen toffelblomsväxter. Inga underarter finns listade i Catalogue of Life.